# 日军轰炸东平城
日军轰炸东平城是1937年12月25日日本军机在东平县城（今州城街道）上空投放炸弹造成东平县城人员伤亡的事件。

## 背景
1937年12月，日本军队南北并进，企图夺取徐州。山东省主席韓復榘稍加抵抗，便于12月下旬率军退守菏泽一带。日军继续推进，同时派出大量飞机狂轰乱炸。

## 过程
12月25日，日军三架飞机自东北飞抵东平上空，先后投下炸弹20余枚。其中在皇华馆小学投下两枚，一枚炸死校工王广新，一枚炸死孙氏老奶奶。
一枚炸弹落入康姓老太太家中，康氏老太太被炸死，头骨带着头发挂在树上，一条腿落在了粮食囤里。
县政府西北受害最为严重，仅仅梁氏一间厨房中就炸死三人。

## 统计
此次轰炸，共造成30余人伤亡，26间房屋炸毁。

### 日军轰炸东平城伤亡人员名录（小部分）
| 姓名       | 籍贯                 | 年龄 | 性别 | 伤亡情况 |
| ---------- | -------------------- | ---- | ---- | -------- |
| (剑霆之母) | 东平县州城镇南门里街 |      | 女   | 炸死     |
| (康老太太) | 东平县州城镇赵家街   |      | 女   | 炸死     |
| (无名氏)   | 东平县州城镇大堂后街 |      | 男   | 炸死     |
| (董老头)   | 东平县州城镇         |      | 男   | 炸死     |
| (张王氏)   | 东平县州城镇         |      | 女   | 炸死     |
| (无名氏)   | 东平县州城镇         |      | 女   | 炸伤     |
| (金裁缝)   | 东平县州城镇         |      | 男   | 炸死     |
| (张王氏)   | 东平县州城镇         |      | 女   | 炸死     |
| 戴梦贞     | 东平县州城镇关庙前街 |      | 女   | 炸死     |
| 王广新     | 东平县州城镇桂井子街 | 20   | 男   | 炸死     |

## 后续
在此次轰炸后，东平县长孙永汉逃走，县区内的正规武装基本瓦解，东平县陷入无政府状态。
1938年8月，日本军队攻陷东平县城。